# الرياضة في إيطاليا

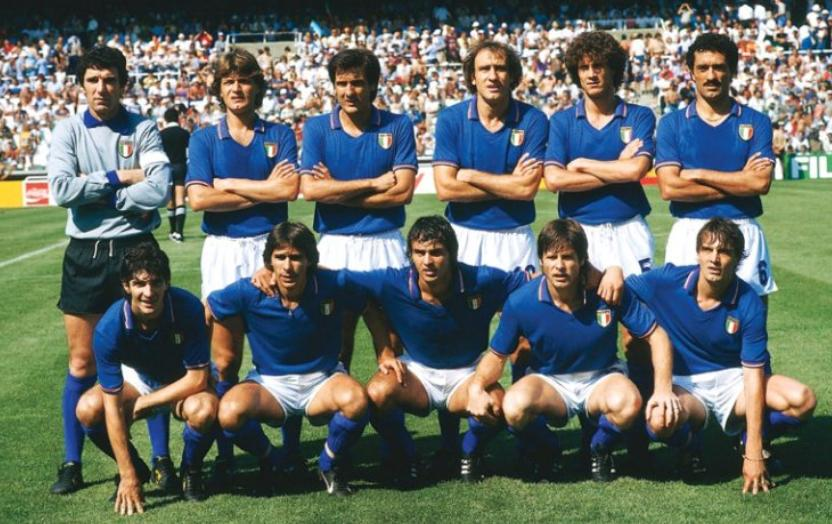

تمتلك إيطاليا تقليداً رياضياً عريقاً. حازت إيطاليا في العديد من الرياضات سواء الفردية أو الجماعية على تمثيل جيد والكثير من النجاحات. الرياضة الأكثر شعبية هي كرة القدم. بينما كرة السلة وكرة الطائرة من بين الأكثر شعبية بعد كرة القدم. فازت إيطاليا بكأس العالم 2006 لتصبح ثاني أنجح فريق في تاريخ كأس العالم بعد البرازيل، بعد أن فازت بكأس العالم لكرة القدم أربع مرات. رياضات أخرى ذات شعبية في البلاد تشمل ركوب الدراجات والتنس وألعاب القوى والمبارزة والرياضات الشتوية والركبي.